# ダース・シディアス
ダース・シディアス（Darth Sidious）/シーヴ・パルパティーン（Sheev Palpatine）は、アメリカ合衆国の映画である『スター・ウォーズ』シリーズに登場する架空の君主。全銀河を恐怖で支配する銀河帝国皇帝にしてシスの暗黒卿。シリーズを通して最大の悪役である。大半の作品においてイアン・マクダーミドが演じている。

## 概要
ダース・シディアスの名はシスの暗黒卿としての名であり、シスとなる以前の本名及び、表向きの名としてはシーヴ・パルパティーン（Sheev Palpatine）。彼はダース・ベインによる2人の掟に従った最後のシスの暗黒卿であり、ホイルス銀河史上最も強大なシス卿の一人とされている。両手から強力な青白い電撃を放つフォース・ライトニングを得意技とする。ジェダイの抹殺とシスによる全銀河の恐怖支配に強固な執念を燃やすスター・ウォーズシリーズにおける最大の悪役である。
かつては銀河共和国の元老院最高議長であったが、自らクローン大戦を勃発させその混乱に乗じて銀河帝国皇帝として君臨し、約20年以上にわたって全銀河を支配下に置いた。エンドアの戦いで死亡したと思われていたが、実は極秘に生存しており、その後もシスと帝国の復活を目論んで暗躍する。シリーズの本編映画9作で描かれた戦争はすべて彼が元凶である。
旧三部作（オリジナル・トリロジー、エピソード4 - 6）
シリーズ第1作『エピソード4/新たなる希望』（1977年公開）では直接の登場はないが、帝国軍デス・スター司令官ターキン総督が初代デス・スターの完成をもって「どの星系も、皇帝には逆らうことはできない」と発言するなど帝国の支配者として存在が示唆される。
シリーズ第2作『エピソード5/帝国の逆襲』（1980年公開）で初登場したが（演じたのはマージョリー・イートン）、同作では弟子のダース・ベイダーが彼の右腕となり帝国の恐怖支配を体現する象徴的存在として猛威を振るっているため、劇中での出番は少ない。
本格的な登場となったのはシリーズ第3作『エピソード6/ジェダイの帰還』（1983年公開）である。同作でイアン・マクダーミドが初めて演じ、以降新三部作でも続三部作でも彼が演じている。エピソード5でもエピソード6でもその力の脅威が強調され、ヨーダが最期の今際に主人公ルークへ遺した言葉は「皇帝の力を侮るな」であった。また、ダース・ベイダーがルークに対して「お前なら皇帝にすら勝てる」と発言したのは、自力では到底皇帝には勝ち得ないことを示唆しており、それゆえベイダーはルークを自身の下へ引き入れようとしていた。エピソード6において皇帝のフォース・ライトニングに苦悶するルークの姿を目の当たりにして、ついにジェダイとしての良心を取り戻したベイダーの捨て身の裏切りに遭い、デス・スターの反応炉に投げ落とされた（死亡したと思われていたが、続三部作で再登場する）。
新三部作（プリクエル・トリロジー、エピソード1 - 3）
シリーズ第4作『エピソード1/ファントム・メナス』（1999年公開）では、まだナブー選出の銀河共和国元老院議員であった彼が陰で通商連合を操って母星ナブーを故意に危機に陥れ（敵の通商連合側で登場するときは黒いローブを着た謎の悪役「ダース・シディアス」として登場）、その非常事態を利用して元老院最高議長に就任する経緯が描かれた。同作ではシスの弟子としてダース・モールが登場。
シリーズ第5作『エピソード2/クローンの攻撃』（2002年公開）では銀河元老院の最高議長として君臨しつつ、ダース・シディアスとして敵方の分離主義勢力をも操って自作自演のクローン大戦を勃発させ非常時大権を獲得する経緯が描かれた。同作では新たな弟子としてドゥークー伯爵（ダース・ティラナス）が登場。
シリーズ第6作『エピソード3/シスの復讐』（2005年公開）では元老院最高議長パルパティーンこそがダース・シディアスであったことが明らかにされるとともに、アナキン・スカイウォーカーを暗黒面に堕落させてダース・ベイダーとして新たな弟子に迎え、ジェダイによる共和国への反乱を捏造して銀河帝国の建国と銀河皇帝に即位するまでの軌跡が描かれた。同作では本編映画作品で唯一ライトセーバーによる殺陣を披露し、実力のあるジェダイ・マスター3人をそつなく斬り伏せただけでなく、メイス・ウィンドゥや、ヨーダとも互角以上に渡り合うなど、その高い実力を如何なく見せつけた。
続三部作（シークエル・トリロジー、エピソード7 - 9）
シリーズ第7作『エピソード7/フォースの覚醒』（2015年公開）とシリーズ第8作『エピソード8/最後のジェダイ』（2017年公開）では直接の登場はなかったが、シリーズ第9作『エピソード9/スカイウォーカーの夜明け』（2019年公開）で本名の「パルパティーン」と呼称されて登場し、エピソード7とエピソード8の悪役であるファースト・オーダーの最高指導者スノークは彼の操り人形に過ぎないことが明らかにされた。スノークを通してハン・ソロとレイア・オーガナの息子ベン・ソロを、その祖父であるアナキンと同様に暗黒面に堕としてカイロ・レンとして弟子に取り、ファースト・オーダーと新共和国との全面戦争を勃発させた。自身は未知領域の惑星エクセゴルに潜伏して秘密裏に大規模なファイナル・オーダー（シス艦隊）を編成、エピソード9で新共和国に対する総攻撃を開始し、シスの帝国の復活を目論んだ。過去作より大幅にパワーアップしており、フォース・ライトニングだけでエクセゴル上空に展開するレジスタンスや人民の艦隊を全滅させかけている。最期は孫娘にあたるジェダイのレイによって倒されてついに滅んだ。

## 生涯

### ナブー時代
パドメ・アミダラと同じ惑星ナブーのEderlathh Pallopidesという地方出身の人間であるが、家族や先祖、更には幼少時代に関する詳しい記録は一切残っておらず、「ナブー出身のシーヴ・パルパティーン」という経歴や名前すらも政治家としての必要性から便宜的に使った偽りの物である可能性もある。なお、『エピソード1』の時点では50歳という設定がある。苦労の末に政治家への道に進んだものの、その道程は余り順風満帆ではなかったようである。特に若い頃は失態に次ぐ失態続きで、とても元老院議員、ましてや銀河の支配者になるとは誰も思ってなどいなかった。だが彼は、ジェダイ並みの類い希なる忍耐力を秘めており、シスたるにはもはや十分であった。その忍耐心は、自身の強固な権力欲に支えられていた。
彼がシスの道へと入った経緯も、その時期もはっきりとは示されていないが、『エピソード3』での自身の発言から、ダース・プレイガスというシス・マスターの下で修行を積み、両手同時にあらゆる武器を使い熟す高い戦闘能力や、人心を巧みに操る能力、フォース・ライトニングに代表される暗黒面のフォースなど、超絶的なシスの技を完全に会得した後、師の寝込みを襲って殺害し、自らシス・マスターとなったとする見方が有力である。なお謀殺したとはいえ、シディアスは師のプレイガスを「賢人（the Wise）」と評しており、自身のマスターとして、またシス卿としてその実力を認めていた様子が窺える。
シスの力の賜物なのか、彼はナブーの国政で急速に頭角を現し、君主であるヴェルーナ王をも凌ぐ程の実力者にまで昇りつめた。後にヴェルーナ王が失政により退位を余儀なくされた時には、既に銀河共和国元老院の有力議員ともなっており、彼が実質的なナブーの支配者であることはもはや間違い無かった。

### 元老院議員時代
彼は普段、銀河元老院議員「シーヴ・パルパティーン」としての表の顔を装いながらも、裏ではシスの暗黒卿「ダース・シディアス」として銀河帝国の樹立とジェダイの殲滅とを狙い、巧みにその手腕を発揮して行った。
やがて共和国内部の政治腐敗が進み、日常的に賄賂が横行していた元老院に於いて、各議員に対する根回しは早くから行っていたものと考えられる。彼は水面下で、議長の座を得るための機会を密かに窺っていた。
次第に分裂し弱体化しつつあった銀河共和国に於いて、分離主義者による脅威を煽り、それを現実問題として利用する為に暗躍。エピソード1では、表向きは惑星ナブーのアミダラ女王の側近として活動し、裏ではシディアスとして、弟子のダース・モールと共に通商連合のヌート・ガンレイ総督を利用し、ナブーを侵略させた（ナブーの戦い）。更には、この侵略を利用してフィニーズ・ヴァローラム最高議長を失脚させ、同情票を集める形で思惑通りに元老院最高議長の座を掴んだ。
しかし、その混戦の中で「ジェダイですらかなうまい」と絶賛していた愛弟子のダース・モールを倒されたことで、新たな弟子にふさわしい者、すなわちモールをも越える強力なフォースを持ち、更にフォースの暗黒面に染まりやすい者を強く求めるようになる。

### 元老院最高議長時代
パルパティーンは、自らクローン大戦への布石に着手した。元老院最高議長として、ジェダイ・マスターのサイフォ＝ディアスと秘密裏に協議した彼は、来たるべき危機に備えるという名目で、膨大なクローン・トルーパーを惑星カミーノに発注するように要請した。これが後に、共和国軍の兵士となるクローン兵である。永らく共和国を案じていたサイフォ＝ディアスは、自身の名義でクローン軍を発注したことを最高議長とカミーノ人以外には極秘にしていた。だがシディアスは、密かにこの発注計画の乗っ取りを画策する。
そして同じ時期に、元ジェダイ・マスターのドゥークー伯爵（ダース・ティラナス）をシスの新たな弟子に迎えた。ドゥークーは、かの高名なジェダイ・マスターヨーダの直弟子であり、またダース・モールにより殺されたクワイ＝ガン・ジンの師でもあった。ここでパルパティーンは、ドゥークーの旧友であったサイフォ＝ディアスの殺害を、ドゥークー本人に命じた。これはサイフォ＝ディアスが最高議長とカミーノ人以外には極秘としていたクローン軍団の発注計画を乗っ取ると同時に、ドゥークー伯爵がシスに対して、どれ程の忠誠を尽くしているかを試すテストでもあった。
また最高議長としては、親子ほども年の離れた、若きジェダイのアナキン・スカイウォーカーに特別目を掛けるようになり、一方のアナキンもまた、父を持たぬ身としてパルパティーンを深く慕い始めていた。当時、アナキンから「父」と見做されていたオビ＝ワン・ケノービは、師という立場から、アナキンに家族としての愛情を表現することは出来ず、対照的にパルパティーンはあからさまにアナキンを可愛がった。数年後には、アナキンのオビ＝ワンに対する表現は「父」から「兄弟」へと変化するようになる。以前にアナキンがタスケン・レイダーを虐殺したこともパルパティーンは知っており、ジェダイはおろか、妻のパドメよりも多くの事をアナキンから打ち明けられる立場となっていたのである。
そして時が過ぎ、彼のクローン大戦への布石が漸く効果を発揮する。共和国と度々衝突していた通商連合等を始めとする大規模な企業グループから成る独立星系連合が、惑星ジオノーシスで大量のバトル・ドロイド等の兵器を量産し、共和国との開戦が可能になっているとの報告がもたらされたのである。これを受け、「分離主義者達との戦争は最早避けられない状況であり、非常時には強力な権力が必要である」として、元老院のジャー・ジャー・ビンクス代議員（パドメの代理）からパルパティーンに対し、非常時大権を与えるとの内容の動議が提出され、結果満場一致で可決された。パルパティーンはこの権限をあくまで一時的なものとは断りながらも、早速共和国軍の創設を宣言し、手に入れたばかりの非常時大権を行使して、クローン軍を共和国の正規軍として採用し、こうして創設された共和国軍は、数名のジェダイが死亡したがジオノーシスで独立星系連合軍と交戦し勝利した。この戦いを発端に、後世に至るまで銀河史上まれに見る壮大な戦いとして歴史家に認識されているクローン大戦が勃発した。

### クローン大戦

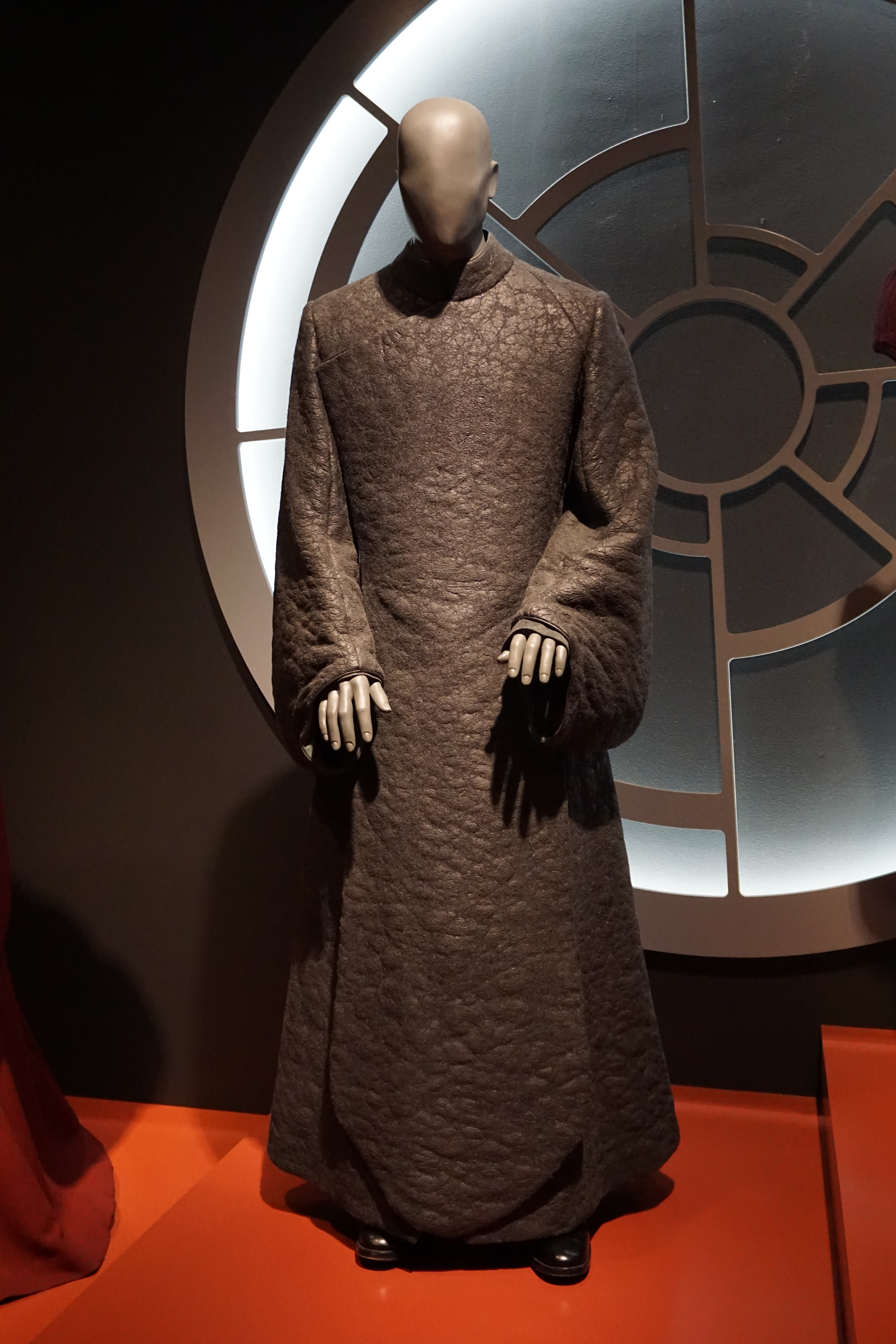
エピソード3で元老院最高議長パルパティーンが着ていたローブ

ドゥークー伯爵率いる独立星系軍は、共和国軍との戦争で銀河各地に争いの種を蒔いた。結果、多くの文明的な惑星を荒廃させ、共和国の政治・行政指導能力を壊滅寸前にまで追い込んだ。疲弊した民主主義の中で、大権によりあらゆる手続きを省き迅速に対処するパルパティーンの強権政治は人気を博した。少なくとも表向きには平等な人物であったパルパティーンは、強い指導者として銀河に欠かせぬ存在となっていた。戦争の早期終結の大義名分の元、任期満了後も元老院から留任を求められる形で最高議長の座に留まり続け、幾度も法律を改正して多くの権限を手中に収めていった。
そして、独立星系軍が劣勢となりつつあったクローン大戦末期、パルパティーンは一つの大きな賭けに出た。ドゥークーとグリーヴァス将軍が率いる大艦隊に、共和国の首都惑星であるコルサントを襲撃させ、自分自身を誘拐させる自作自演に出る。片やドゥークーは、ジェダイを誘き寄せて殲滅し、アナキン・スカイウォーカーを暗黒面に誘惑するという作戦と聞いていたが、そこにはドゥークーよりも更に若く、より強力な力を見せていたアナキンを据えようとしていたパルパティーンの二重の陰謀があった。パルパティーンの思惑通り、アナキンは無抵抗のままのドゥークーを殺害し、暗黒面へと堕ちる片鱗を見せた。この際、始末される筈であったオビ＝ワンは生き延び、逆に捕らえる筈のグリーヴァスは逃亡するという二つの誤算が生じた。
ともあれ、謀られた救出劇でのアナキンの活躍を絶賛したパルパティーンは、ジェダイ評議会に対して彼を「最高議長の代言人」として評議員に加えるよう提案。ジェダイ評議会はこれを渋々承認するが、逆にアナキンに対してパルパティーンのことをスパイするよう命じた。評議会はパルパティーンの独裁的な姿勢に疑問を持ち、彼の近くにシスがいるのではないかと疑っていたのである。アナキンはパルパティーンへのスパイ任務を承諾したが、評議会への不信感を抱くようになる。反対に長年父のように慕い、常に自分の実力を評価し、励ましてくれるパルパティーンをアナキンはこれまで以上に信頼するようになっていた。また、評議員に加えながらマスターの地位は与えないというジェダイ評議会の決定もスパイ任務と同様にアナキンのジェダイに対する不信感を増大させた。
そんなアナキンの立場を見透かしたかのようにパルパティーンはアナキンに繰り返し助言し、シスには人を死から守る術（ダース・プレイガスの秘技）が存在すると吹き込んだ。そしてアナキンが分離主義者達の最後の柱であったグリーヴァス将軍と共和国軍が交戦状態に入ったと報告に現れた時、パルパティーンは自分がシスの暗黒卿「ダース・シディアス」であることを暴露し、自分の弟子になれと提案する。自分の人柄に心酔し、最愛の妻であるパドメ・アミダラの死を恐れ死を欺く術を会得したがっているアナキンが既に弓を引くことができないとの確信があったからである。
アナキンから報告を受け、ジェダイ・マスター、メイス・ウィンドゥは、同行を申し出たアナキンをジェダイ聖堂に留め置き、エージェン・コーラー、セイシー・ティン、キット・フィストーらジェダイの騎士と共にパルパティーンを拘束するため、彼の元へ乗り込んだ。メイス達と対面したパルパティーンは、自分が逮捕されることを聞くと、長い間溜め込んでいたジェダイに対する憎悪を開放するかのごとく奇声を上げて跳躍しながらジェダイに襲い掛かった。真紅のシスのライトセーバーを振るい、瞬時にエージェン・コーラーを倒し、次いで仲間の死にひるんだセイシー・ティンを殺害し、続いて数太刀打ち合っただけでキット・フィストーも倒した。だが、ジェダイの中でも屈指の実力を誇り、特にライトセーバー戦においては最強とも評されたメイスには苦戦し、ライトセーバーを蹴り落とされて（小説版では斬り捨てられて）危機に瀕した。
その時、アナキンが現れた。アナキンはパルパティーンがメイスによって殺され、愛する妻の死を避ける唯一の方法である死を欺く術が永遠に失われてしまうことを恐れてやってきたのである。パルパティーンは、メイスの勝利宣言に怒りを覚え、フォース・ライトニングを放つが、メイスのライトセーバーで偏向され、顔は醜く歪み、顔色は白く、黄色い眼となった。メイスと、パルパティーンは互いを反逆者と呼び合いアナキンは混乱する。だが、アナキンの目にはパルパティーンはメイスに必死に抵抗する丸腰の弱々しい老人にしか見えなかった。必死に命乞いをするパルパティーンを殺そうとするメイスに対して「教えに反している」「裁判所に送るべきだ」と説得を試みるが、それを無視してメイスがパルパティーンを殺そうとしたその時、アナキンはとっさにライトセーバーを振るいメイスの手をライトセーバーごと切り落とした。
次の瞬間、この時を待ち構えていたようにパルパティーンは「無限のパワーを食らえ！」と全身全霊を込めたフォース・ライトニングを放ち、防ぐことも回避することもできなかったメイスはそのままコルサントの摩天楼に向かって吹き飛ばされ死亡した。こうして許されざる行為に全てを失ってしまったアナキンをシスの暗黒面に引き入れることに成功し、パルパティーンはアナキンにダース・ベイダーというシスとしての名を与えた。
機は熟したと見たパルパティーンは、ベイダーに対し、最初の任務としてジェダイ聖堂に残る全てのジェダイの抹殺と、惑星ムスタファーに立て籠もるヌート・ガンレイ総督をはじめとする分離主義勢力の幹部たちの殺害を命令した。と同時に全銀河のクローン・トルーパーに対して「オーダー66」を発令した。これは銀河各地のジェダイを共和国に反旗を翻した反逆者として急襲し抹殺せよという、クローンに製造段階で密かに組み込まれたプログラムである。オーダー66によって、銀河全体に広く散らばっていたジェダイは大半が殺され、ジェダイ聖堂に残っていたジェダイたちは手薄になっていたところをベイダー率いるクローン・トルーパーの特殊部隊・第501大隊によって急襲され、子供のパダワンまでもが皆殺しとなった。
ここで元老院に立ったパルパティーンは、ジェダイに襲われて自らの顔が醜く歪んだと非難し、ジェダイが共和国に対し反乱を起こしたことを議員達に説明して、ジェダイ抹殺を正当化した。そして銀河の平和と新たな秩序の構築の為に、自ら全権を以て事にあたる為、共和国の解体・再編成による統一的支配を継承する旨を宣言した。この提案は、元老院での彼の支持者達の大喝采により承認され、銀河共和国を法的に継承する銀河帝国の終身皇帝として全銀河の頂点に君臨した。なお、この宣言とほぼ同時に、以前からパルパティーンへの権力集中を危惧し、その独裁に異議を唱えていた元老院議員達は、一方的に「国家の敵」とのレッテルを貼られ、全員身柄を拘束されたとされる。シディアスは歴代のシス卿達が果たせなかった、ジェダイの殲滅と銀河系支配の確立を、合法的に行うことに成功したのである。
こうして、長きに亘り共和国の平和と秩序を守って来たジェダイ騎士団が壊滅し、銀河系の経済に大きな影響力を持つ通商連合等の巨大企業（分離主義勢力を構成）の巨頭達が命を落とし、更に、自らに異議を唱える元老院議員達を排除したことで、シディアスの銀河支配の障害となる存在の大半は消滅した。
しかし、銀河皇帝となったパルパティーンの下へ、ジェダイ・マスターヨーダが単身乗り込んで来る。彼は「オーダー66」から逃れたジェダイの一人であり、銀河唯一のグランド・マスターの称号を持つ実力者であった。ヨーダは「お前の支配は今日限りだ」と宣告し、皇帝もこの最後の障害を取り除くべく全力で迎え撃った。だがシスの暗黒卿の力は、ヨーダの予想を遥かに上回り、この場でパルパティーンを殺害してもダース・ベイダーが皇帝になる運命から逃れられなかったことは明確であった。激闘の末にもはや勝ち目は無いと悟ったヨーダは、クローン・トルーパーによる捜索の手を逃れ、密かにベイル・オーガナ議員の手引きによって元老院ビルから脱出した。とうとう決着を付けることは出来なかったが、皇帝は最後の障害を取り除くことに成功したのであった。
一方同じ頃、ムスタファーではダース・ベイダーがもう一人のジェダイの生き残りオビ＝ワン・ケノービと戦ったものの、ダース・ベイダーがマグマに落下したことで敗北し、ジェダイの掟からオビ＝ワン・ケノービはダース・ベイダーを救わず立ち去ったため、すぐにやってきたパルパティーンの企みで本来の力を封じられるサイボーグになることを余儀なくされた。シディアスはそれより少し前にベイダーの危機をフォースで予見し、ヨーダの捜索をクローン・トルーパーに任せ、自ら救援隊を指揮して彼の命を救った上、ダース・ベイダーがパルパティーンを殺害するリスクさえ無かったことにし、ベイダーを帝国の支配下の幹部に置くことに成功した。

### 銀河帝国皇帝時代

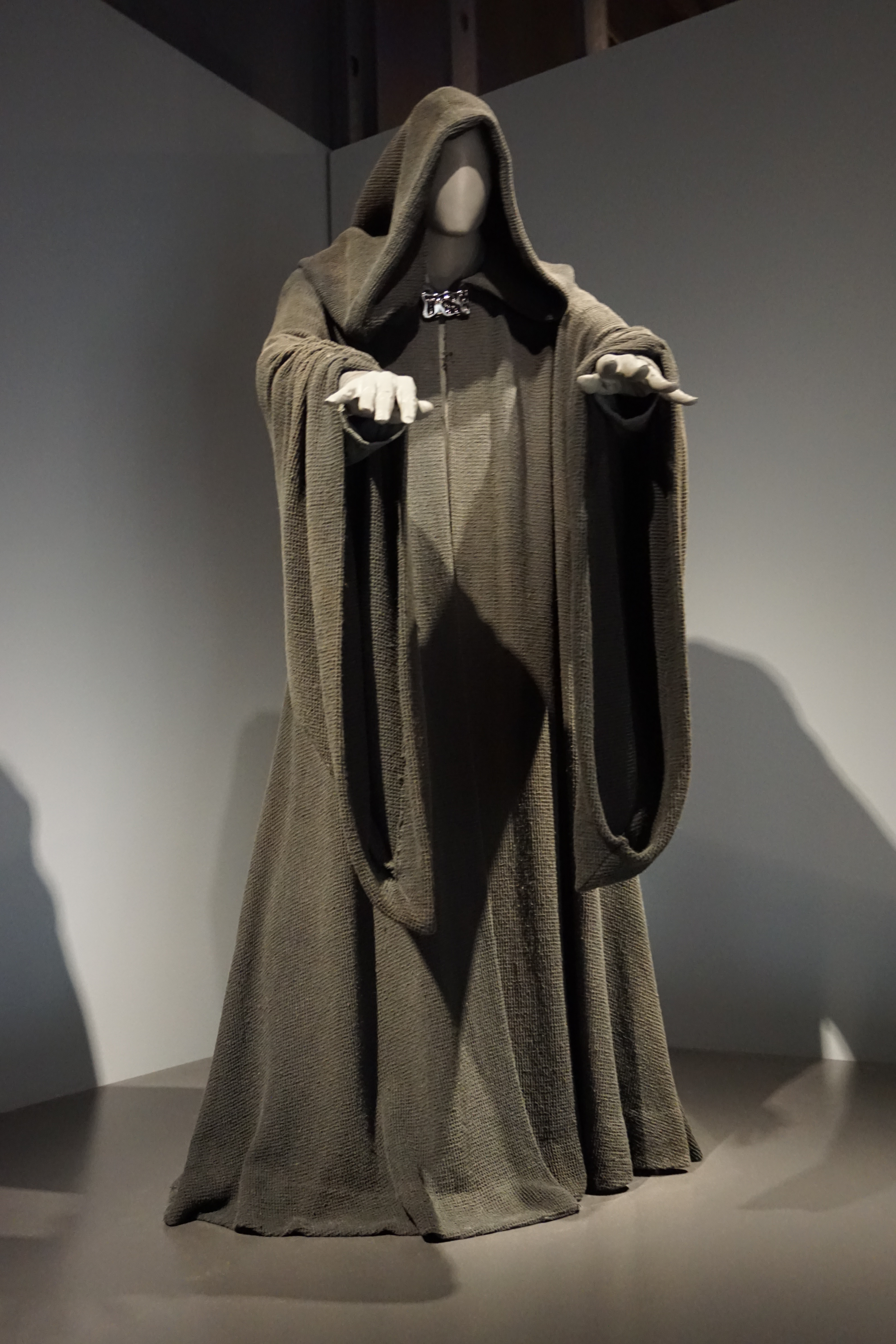
エピソード6で皇帝パルパティーンが着ていたローブ

銀河皇帝の権力は、共和国最高議長としての権力に、クローン大戦時に掌握した非常時大権を常時大権として付加したものである。これにより皇帝は、最高指揮官として軍を思う儘に動かす事が出来る上に、更に法廷に於いては絶対的な権限を持つ裁定者となった。新たな秩序を求めた人々は銀河帝国の建国を喜び、銀河皇帝の誕生を心の底から喜んだ。しかし、権力を無暗に行使しなかった最高議長時代とは違い、今や皇帝は自らの欲望の儘に権力を濫用した。
人間種族である彼は、自身の政権や軍事力を構成するにあたり、同じ人間（特に男性）のみを重用し、いくつかの例外を除きほとんどのエイリアンを公式に奴隷化することを許可した。皇帝となった彼はその絶対権力の名の下に、これらの勢力を力で弾圧し始めた為、帝国に対する反対勢力の軍事蜂起が始まるのにそう時間は掛からなかった。とは言え、有能さと忠誠を示すエイリアンに対しては個人的に目を掛けることもあった。また、シディアス時代にはダース・モールを、元老院最高議長としてはマス・アミダやスライ・ムーアらを重用しているように、本質的には種族の違いよりも、自身に忠実かつ利用価値の有るか否かが重要であり、例え人間であっても逆らう者には容赦なく粛正や弾圧を行った事から、この人間中心主義は帝国による分割統治や、銀河の大多数を占める人間種族の不満を逸らす為の政策という面も強い。また、正史の小説「ターキン」では独立星系連合の大多数を人間以外の種族が占めていた事から、クローン大戦時に独立星系連合側に加担した種族への報復や、こうした種族が独立星系連合の残党として帝国への反抗活動を行う事を牽制する意味もあった事が示唆されている。
銀河各地で蜂起した反乱同盟軍にかつての銀河元老院の影を見たパルパティーンは、ここで元老院を永久に解散し、各星系に帝国軍の総督を置いて、軍事的威圧による直接支配に乗り出した。その象徴として、惑星さえ破壊可能な巨大宇宙要塞デス・スターを建造した上に完成させたが、反乱同盟軍の起死回生的な作戦によってレイアが持ち込んだ設計図により敢え無く破壊されてしまった。やがて、デス・スターを破壊した反乱軍兵士がベイダーの息子のルーク・スカイウォーカーであることを知ったパルパティーンは、若き日のアナキンに比肩し得る強力なフォースを見せていたルークを自陣に引き入れようと画策し始める。
エンドアの戦いの最中、第二デス・スターに於いてルークが自ら自首してデススターに連行され、ルークとベイダーが遂に対決を果たす。ベイダーがレイアに手を付けることをほのめかす発言の直後に怒りの力を覚醒させたルークはベイダーのもう片方の腕を切り落として文字通り両腕を使えなくし、ドュークー伯爵と同じ状態にしたベイダーを追い詰めるルークにパルパティーンはかつてベイダーにドゥークーを殺させて暗黒面へと引き込んだ時のように父であるベイダーを殺す(=ルークが事実上ベイダーに代わる次世代のシスになる)様彼に促したものの、ルークは強い意志でそれを拒否した。ここに至ってパルパティーンはルークをシスの新たな弟子とするのは不可能と判断し、フォース・ライトニングによってルークを殺そうとした。しかしそれを見ていたベイダーがかつてパルパティーンに言われるがままにドゥークーやメイスを殺めた若き日の自分とは全く違う息子のジェダイとしての毅然とした姿と、ただ一心に父を信じ続ける強い叫びに心を打たれ、遂にジェダイ騎士アナキン・スカイウォーカーとして復活。シディアスは彼の捨て身の行動で滅ぼされた。一方のベイダーも皇帝の電撃によって生命維持装置が破壊され、間も無く命を落とし、文字通りジェダイとシスを両方滅ぼす行為に加担したことでフォースにバランスがもたらされる予言が実現した。これにより史上初めて銀河の恐怖支配に成功したシス帝国は遂に終焉を迎えたのである。帝国誕生から約23年後のことであった。

### 復活と滅亡
こうしてパルパティーンはエピソード6『スター・ウォーズ/ジェダイの帰還』で描かれたエンドアの戦いで死んだと思われていたが、自身の死を念頭においたシンダー作戦を始めとする終末指令を生前に用意していたり、銀河各地に観測所を建設しているなど不穏な動きを見せており、エピソード9『スター・ウォーズ/スカイウォーカーの夜明け』において復活し再登場した。エピソード7『スター・ウォーズ/フォースの覚醒』、エピソード8『スター・ウォーズ/最後のジェダイ』に登場した敵役のファースト・オーダーの最高指導者スノークは彼が創り出したストランドキャスト（操り人形となる人工生命体）だったことも劇中で明らかにされた。レイの父親もまた脱走した健康体のストランドキャストの1人だったという。スノークを通してハン・ソロとレイア・オーガナの息子カイロ・レン（ベン・ソロ）を暗黒面に堕として弟子にするとともに、ファースト・オーダーにレジスタンス・新共和国との戦争を開始させる。
パルパティーン自身はエンドアの戦いで一度その身を滅ぼされた際、帝国時代からクローン研究や戦艦建造を進めてきた銀河系の未知領域にある惑星エクセゴルに用意していた自身のクローンに魂を飛ばすことで生き延び、以来 惑星エクセゴルに身を隠していたのだが、自身の魂を移したクローンは不完全な代物で肉体の崩壊が進んでおり、エピソード9の劇中では目は白く濁り、手の指は何本か欠損しているという有様で、クレーンのような機械に吊るされ、生命維持装置に繋がれて何とか生き延びている状態になっている。エクセゴルではシスを崇拝するカルト組織シス・エターナルを率い、1隻で惑星を丸ごと破壊できるスーパーレーザー砲を搭載したジストン級スター・デストロイヤーで構成されるファイナル・オーダー（シス艦隊）の大艦隊を編成。この大艦隊で全銀河に総攻撃を開始し、シスの帝国を復活させることを目論んだ。
スノークを抹殺した後にファースト・オーダーの新たな最高指導者となっていたカイロ・レンが古代のテクノロジーを駆使して作られたナビゲーション機器「ウェイファインダー」に導かれてエクセゴルにやってきた。カイロ・レンは当初パルパティーンを殺すつもりだったが、結局シス艦隊を欲してパルパティーンに仕えた。パルパティーンはレンにレイを殺すよう命じていたが、レイとの邂逅・戦いを繰り返すうちにレンの迷いは大きくなっていき、最終的に良心を取り戻してファースト・オーダーから離脱。
代わりにパルパティーンに絶対の忠誠を誓うファースト・オーダー幹部エンリック・プライド忠誠将軍にシス艦隊の指揮権を与え、最初の見せしめのデモンストレーションとしてレジスタンスに関わった惑星の破壊を命じた。これを受けてプライド忠誠将軍はジストン級スター・デストロイヤーの一艦「デリファン」に惑星キジーミを破壊させた。さらに全周波を使って全銀河の惑星に向けてシスに降伏するか、死ぬかを選ぶよう通告した。
復活したパルパティーンの野望を阻止すべくポー・ダメロン率いるレジスタンスは、残された僅かな戦力を結集してシス艦隊に戦いを挑むことを決意し、シス艦隊が出撃に必要とするナビゲーションタワーを破壊するべくエクセゴルを強襲し、これによりレジスタンスとシス艦隊の間でエクセゴルの戦いが始まった。戦力で劣るレジスタンスは苦戦し、全滅寸前にまで追い込まれたその時、ランド・カルリジアンの呼びかけに応じて銀河中から応援に駆けつけてきた無数の民間人の船から成る「人民の艦隊」が現れたことで戦いの流れは変わり、ジストン級スター・デストロイヤーが次々と撃沈されていく。
その戦いがエクセゴル上空の宇宙で展開されている間、エクセゴルではパルパティーンと孫娘にあたるレイが対峙していた。パルパティーンは怒りの感情で自分を殺させることによって彼女を暗黒面に堕とし、自らに代わるシスの女帝にしようとしたが失敗する。彼女が暗黒面に堕ちないのを見てパルパティーンは計画を変更し、レイと駆けつけてきたカイロ・レンから生命エネルギーを奪ってボロボロだった自身の肉体を完全に再生させて復活する。復活したパルパティーンの力は強大で、フォース・ライトニングだけでエクセゴルの上空で戦いを繰り広げるレジスタンスの艦隊や人民の艦隊を全て操縦不能にして壊滅させかけるほどだった。
仲間たちに再び全滅の危機が迫る中、先代のジェダイたちの声を聞いてレイは再びライトセーバーを手に立ち上がった。それを見たパルパティーンは彼女を殺すべくフォース・ライトニングを放つ。その時に言い放った「余はシスの全て！（I am all the Sith!）」が彼の最期のセリフとなる事になる。レイは2本のライトセーバー（ルークとレイアの物）によってそれを防ぎ「私はジェダイの全て！（I am all the Jedi!）」と答えて跳ね返した。パルパティーンは消し飛び、今度こそ完全に滅び去った。 
その後、最終的にナビゲーションタワーの機能が移されたプライド忠誠将軍の旗艦・リサージェント級スター・デストロイヤー「ステッドファスト」を失ってエクセゴルから出られなくなったシス艦隊はレジスタンスと人民の艦隊によって全滅させられる。ファースト・オーダーもプライド忠誠将軍などの首脳陣を失った上に銀河各地でレジスタンスの反攻に遭って壊滅し、これをもってパルパティーンの野望は完全に潰えることとなった。

## 能力
戦闘能力
ジェダイ騎士団の中でも最高位のマスターであるヨーダと互角以上に戦える高い戦闘力を持ち、ヨーダも安易なやり方では打破は不可能と撤退を余儀なくされた。また大火傷が原因で期待された潜在能力の全てが開花しなかったとはいえ、暗黒面のフォースを身に着け多くのジェダイを死に至らしめるほどの高い戦闘能力を持つダース・ベイダーをもってしても若き頃の自分と同等の才能を持つルーク・スカイウォーカーの潜在能力を利用せねば倒すことは不可能と判断させるほどの存在であり、シリーズにおいて最強クラスの実力を誇る。
ダース・モール曰く「銀河で最も強い力の主」であり、並外れた実力を持つドゥークー伯爵でさえダース・モールに匹敵するほどの実力の戦士と組んだとしても果たして渡り合えるかどうかという立場に立てるという程である。そのため熟練のジェダイやシスでも決して単身で勝負を挑むべき存在ではないと見なされていた。
シスとして自負からライトセーバーを「ジェダイの武器」と捉えており、積極的には用いずフォースを用いた戦闘を好む。特に『エピソード3』や『エピソード6』、『エピソード9』で使用したフォースによる電撃「フォース・ライトニング」を得意技としている。
基本的にはフォースのみを用いるか、それと併用してライトセーバーの一刀流で戦闘するがライトセーバーは服の左右の袖口に各1本ずつ予備を含めた計2本を携行しており、使用時には袖口から射出されるように飛び出し手中に収まる。また『クローン・ウォーズ』シーズン5ではかつての弟子ダース・モールとその弟サヴァージ・オプレスの二人と対峙した際には予備分のライトセーバーも使っての二刀流を披露し二人同時に相手しながらも圧倒している。
この他にもフォースで周囲の物体を操り敵へ投げつけたり人の心を操る「マインドトリック」や予知能力など、フォースのあらゆる力を駆使することができる。これに併せて巧みな話術でドゥークー伯爵やアナキン・スカイウォーカーなどジェダイを説き伏せ暗黒面へと引きずり込んでいる。
ジェダイに匹敵するほどの忍耐力を持ちながら必要とあれば一気にその凶暴性を爆発させることができ、攻撃の際には一切のためらいを持たないことも最強のシスたる所以だといえる。
『エピソード6』ではヨーダと同じく戦闘時以外の歩行では杖を突いて歩いていたが、フォースを操る戦闘能力はまるで衰えを見せなかった。ダース・ベイダーも高い実力を保持していながらも自身一人の力ではシディアスを倒すことは不可能と諦め、息子ルークの類稀な潜在能力をもって打倒を試みていた。
『エピソード9』ではレイとカイロ・レンから力を吸って身体を再生した後、彼が上空に向けて放ったフォース・ライトニングが宇宙にいるレジスタンスや人民の艦隊をすべて操縦不能に陥らせており、彼一人の力だけで戦争全体の戦況が変わってしまうまでにパワーを増している。
政治的手腕
知略謀略に極めて優れ、片や分離主義者たちの黒幕ダース・シディアス、片や銀河共和国の元老院最高議長シーヴ・パルパティーンという一人二役を演じ、また周囲の状況と人物達を的確に利用してゆく事で、表面上においては現行法に違反することなく万雷の拍手の中、合法的に銀河帝国を作り上げるなど、単なる策士ではなく、政治的駆け引きに長けた部分も持ち合わせていると言える。反面、皇帝となった後の政治的なビジョンがまるでなかったがために帝国は反乱軍との戦いに明け暮れ、自身の死後は後継者不足も露呈して短期間で衰退することとなった。
パルパティーンが皇帝となる経緯について、ルーカスは合法的に独裁政権を築いたアドルフ・ヒトラーやナポレオン、ユリウス・カエサルなど歴史上の独裁者の手腕を参考にしたという。

## レジェンズ
2012年のウォルト・ディズニー・カンパニーによる『スター・ウォーズ』シリーズの制作会社ルーカスフィルムの買収に伴い、それ以前に展開していたスピンオフ（外伝）作品は「レジェンズ（伝説）」として分別されることになった（「起こったかもしれない出来事だが、『スター・ウォーズ』の歴史には含まれない」とする）。以下は、それら「レジェンズ」に属するスピンオフ作品での設定を挙げる。
- シーヴというファーストネームを明かしている正史とは異なり、姓である「パルパティーン」のみを名乗っている。小説『ダース・プレイガス』ではこれについて、若き日のパルパティーン本人が、彼のファーストネームを名付けた実父コシンガ・パルパティーンへの反抗心によるものであると自称する場面がある。
- クローン大戦末期には最高議長への急激な権力集中を危惧し、パルパティーンに異議を唱えた元老院議員達も少なからず存在し、パドメを筆頭に2000名が名を連ねる請願書が提出されたが、それでも議長の独裁を食い止めることは出来なかった。この設定は映画から削除された未公開シーンとして収録され、現在はレジェンズとなった小説などでも言及されているが、正史の作品には登場していない。
- 『スター・ウォーズ クローン大戦』では『エピソード3』冒頭での誘拐事件の詳細が描かれ、グリーヴァス将軍はダース・シディアスとパルパティーンが同一人物とは知らなかったため、逃亡する際に艦船の窓を割り、パルパティーンを殺しかけている。
- 銀河帝国時代には数多くのダーク・ジェダイを訓練し、マラ・ジェイド、エグゼクター・セドリス、ジェレクのように暗殺やスパイといった裏工作を専門とする刺客“皇帝の手”など、ダーク・ジェダイにより構成された役職をいくつも創設している。正史の作品ではそうした役職のうちジェダイの生存者の抹殺やダークサイドへの誘惑を専門とする“尋問官”のみが存在を確認されている。
- 『エピソード6』の小説版では、彼の口元からは「腐臭が漂う」という表現がある。『シャドウズ・オブ・ジ・エンパイア』では、犯罪組織「ブラック・サン」の首領プリンス・シゾールの印象では「生ける屍」と語られている。
- コミック『ダーク・エンパイア』（邦訳版は小学館より）では、パルパティーンの魂は生き残り、ディープ・コアの惑星ヴィスに作っておいたクローン施設で自分のクローンを作り、自身の魂を乗り移らせて復活する[5]。
- スローン大提督による攻勢で疲弊した新共和国の隙を突いて再び銀河の覇権を手に入れようとし、「ワールド・デヴァステイター」や超弩級スーパー・スター・デストロイヤー「エクリプス」などの軍事力を温存していた。一時はルークをダークサイドに引き込み自分の弟子とする。しかし、ルークやレイア、ハン・ソロなどの反乱軍の英雄たちやジェダイによる反撃、また内部からの裏切りによって失敗し、その魂は永遠の苦しみを味わうこととなる。現在未邦訳である『Empire's End』が一連のシリーズの最後のエピソードとなり、この作品で皇帝の本当の最期が描かれている。
- 『ダーク・エンパイア』においては、ロイヤル・ガード、カノア・ジャックスの裏切りによりクローンの元となった遺伝子が傷つき肉体の老化が進行していたことと、ダークパワーの酷使でパルパティーンの身体はほぼ使い物にならなくなっていた。最終局面でルーク率いる若きジェダイたちとの戦いに敗れ、その肉体をソロのブラスターで撃ち抜かれたパルパティーンは、自らの魂をソロとレイアの息子であるアナキン・ソロに宿らせようとするが、皇帝の攻撃で重傷を負ったサイボーグ・ジェダイであるエンパトジェイオス・ブランドがパルパティーンのダークサイドの力を肉体にとどめて共に死んだことで、長きに渡るパルパティーンの野望は砕かれることとなる。

## 配役

### 実写

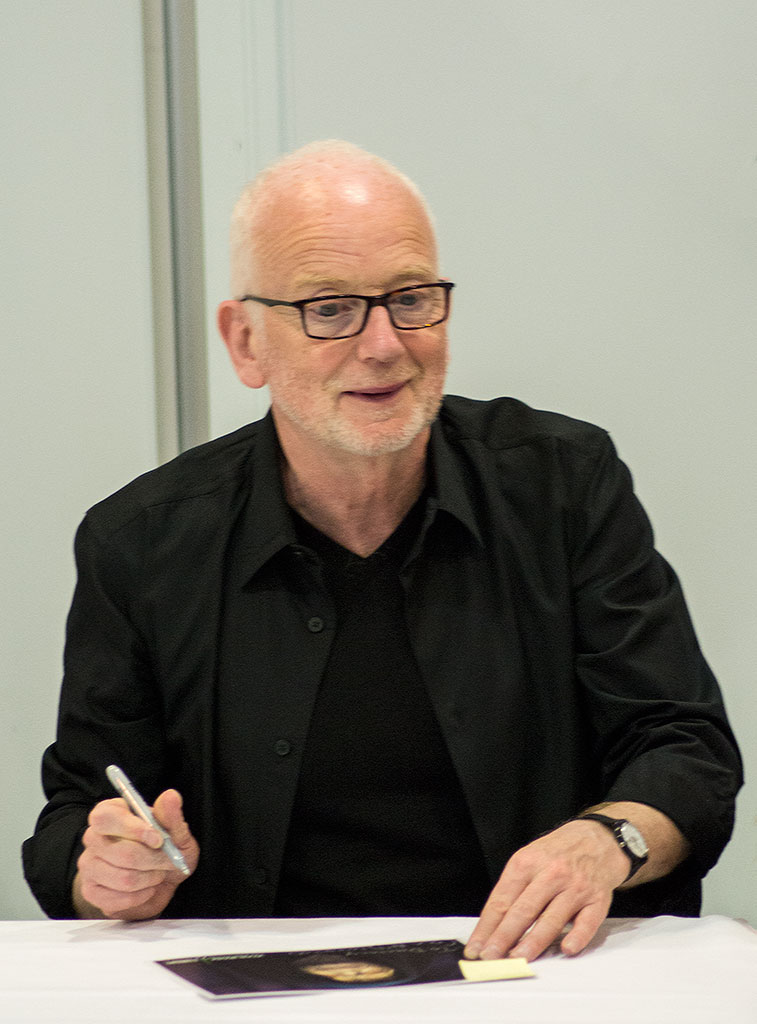
2013年の「スター・ウォーズ セレブレーション ヨーロッパ」でのイアン・マクダーミド

1983年の『エピソード6』から（公開時）『エピソード1』『エピソード2』『エピソード3』を経て、『エピソード9』まで、舞台俳優として有名なスコットランド出身の名優、イアン・マクダーミドが演じている。
『エピソード5』では、ホログラム映像および声のみで皇帝が登場するが、オリジナル版は女優のマージョリー・イートンが特殊メイクを施して演じ、目元にチンパンジーの目を合成し、クライヴ・レヴィルが声を吹き替えた。そのため、『エピソード6』以降の皇帝とは容貌が大きく異なる。2004年にDVD化される際にCGおよび吹き替えでイアンの顔と声に差し替えられた。
ジョージ・ルーカスが『エピソード1』の撮影を始める前に英国に訪問した際、それを聞きつけたイアンは彼に会いに駆け付けた。するとジョージは「パルパティーンの役者を探してるんだ。誰か適任者に心当たりないかな」と聞く。その時イアンは「ひょっとして今目の前にいる奴がそうじゃないかい?」と答えたという。こうして『エピソード1』から若き日のパルパティーンを演じることになったが、歳を重ねてから、既に初老とはいえかつて演じた役の若い頃を演じるという、非常に珍しいケースとなった。マクダーミドはインタビューで「役作りに25年かかったよ」と語っている。『エピソード6』公開当時、イアンはまだ39歳だった。
イアンはシェイクスピア作品を始めとする古典演劇で実績ある舞台俳優であり（2006年にはトニー賞の最優秀助演男優賞を受賞している）、巧みな台詞回しや表向きの最高議長の時と本性を現してからでは全く違う声を出す発声の変え方で、温厚で威厳ある元老院最高議長と、狡猾・邪悪・凶暴なシスの暗黒卿という二面性のある役柄を見事に演じきっている。ヨーダとの対決シーンの撮影は、実際にはいないフルCGのキャラクターと戦うことになるためマクダーミドにとっては非常に骨の折れた演技だったという。
また、イアンはパルパティーンについて、「一見、勤勉な政治家のように見えるけど、邪悪な面を隠しているだけで、本当はとても腹黒い人間だと思う」「常に人を操ることを考えている。きっと生まれながらに邪悪なんだろうね。考えただけでもぞっとするよ。人間じゃないね」とコメントしている。また、『エピソード6』で皇帝を演じて以来、周りの人々から皇帝のフィギュアをプレゼントされるようになったという。「マネージャーが、ニューヨークで凄いフィギュアを買ってきたことがある。手の先から、あの稲妻光線が出るんだ。それを見て思った。私も実際に光線がちょっと位出せたら、と。別に誰かを攻撃したい訳ではないが、なかなか面白そうだろう？」ともコメントしている。
なお、2005年にローマ教皇となったベネディクト16世と、イアンが演じたパルパティーンの外見が似ていることがニューヨークの週刊紙『The Village Voice』で取り上げられた。

### アニメ
テレビアニメ『スター・ウォーズ クローン大戦』やゲーム作品（2006年まで）では、ニック・ジェイムソンが声を演じている。
アニメ映画『スター・ウォーズ/クローン・ウォーズ』とその続編となる同作テレビアニメシリーズでは、イアン・アバークロンビーが声を演じた。シーズン中の2012年にイアン・アバークロンビーが逝去し、以降の回ではティム・カリーが担当した。
ゲーム『スター・ウォーズ フォース アンリーシュド』以降では、サム・ウィットワーが声を演じている。
テレビアニメ『スター・ウォーズ 反乱者たち』では、第2シーズンはサム・ウィットワー、第4シーズンは実写版同様にイアン・マクダーミドが声を演じた。
テレビアニメ『LEGO スター・ウォーズ:ヨーダ・クロニクル』以降では、トレバー・デュバルが声を担当している。

### 日本語吹き替え
- 鈴木瑞穂

『エピソード5』（劇場公開版）
- 大木民夫

『エピソード5』（日本テレビ版）
- 田中明夫

『エピソード6』（日本テレビ版）
- 加藤精三

『エピソード5』（テレビ朝日版）
- 千葉耕市

『エピソード5』（ビデオ版）、『エピソード6』（ビデオ版・DVD版）
- 小林勝彦

『エピソード5』（DVD版）、『エピソード1』（パルパティーン）、『エピソード2』、『クローン大戦』
- 坂口芳貞

『エピソード1』（シディアス）
- 石井隆夫、長克巳

『ギャラクティック・バトルグラウンド』
- 阪脩

『ローグ スコードロン III』
- 塚田正昭

『エピソード3』（ゲーム版）
- 稲垣隆史

『エピソード3』、『クローン・ウォーズ（映画）』、『クローン・ウォーズ（テレビ）』、『反乱者たち』、『バトルフロントII (2017)』、『バッド・バッチ』（初代）、『オビ＝ワン・ケノービ』（初代）
- 高木渉

『ダース・ベイダー降臨』
- 岩崎ひろし

『ロボット・チキン』
- 浦山迅

『ヨーダ・クロニクル』、『ドロイド・テイルズ』、『バトルフロント (2015)』、『フリーメーカーの冒険』、『レゴ フォースの覚醒』、『ジェダイ:フォールン・オーダー』、『エピソード9』（一部のみ）、『ホリデー・スペシャル』、『恐怖のハロウィーン』、『サマー・バケーション』、『リビルド・ザ・ギャラクシー』
- 青森伸

『エピソード9』、『オビ＝ワン・ケノービ』（2代目）、『テイルズ・オブ・ジェダイ』、『バッド・バッチ』（2代目）

## 備考
- 『エピソード4』から『エピソード6』までは劇中にて終始「皇帝」としか呼ばれていなかったが、当時から本名が「パルパティーン[注釈 12]」で元々は元老院議員だったという設定は、小説版などで言及されていた。『エピソード1』公開時にもマクダーミドが演じていることなどから、パルパティーン＝後の皇帝は周知の事実となっており、パンフレットにも「後に銀河皇帝となるパルパティーンは～」と記述されていた[9]。しかし、パルパティーンとダース・シディアスが同一人物（つまり皇帝＝シディアス）であることが明らかになったのは『エピソード3』になってからであり、それ以前の劇中では、間接的表現としては容易に想像できるように描写されていたが、直接的な表現は避けられていた[注釈 13]。『エピソード2』時点での人物相関図でも、パルパティーンの後年の姿が皇帝と明確にされている一方で、パルパティーン（皇帝）とシディアスの関係については曖昧に描かれていた[信頼性要検証][10]。
- ジョージ・ルーカスは、2005年の『エピソード3』公開時の来日記者会見で、記者に好きなスター・ウォーズキャラクターを聞かれた際、「特にヨーダ、アナキン、皇帝が好きだ」と答えている[11]。

## 参考資料
- ケヴィン・J・アンダースン/ダニエル・ウォーレス 共著 横沢雅幸/高貴準三 監訳『スター・ウォーズ クロノロジー（上・下）』ソニー・マガジンズ、2002年